# Michael Haigh
Michael Haigh (1935 – 31 de octubre de 1993) fue un actor, narrador y profesor neozelandés.  

## Primeros años de vida
Michael Haigh creció en Wellington, Nueva Zelanda. Sus padres se separaron cuando él tenía 10 años. Haigh se separó de su padre, actor, y su madre, Dorothy, locutora de radio, lo crio.

## Carrera
Michael Haigh empezó a interesarse por el teatro cuando estudiaba en el Rongotai College. Al terminar sus estudios, pensó en dedicarse al periodismo o a la enseñanza, pero se decantó por la docencia y asistió a la Escuela Normal de Wellington en la década de 1950. En esa época, Haigh participó activamente en The Thespians y en el Unity Theatre de Wellington. 
Fue profesor durante 15 años. Durante los últimos siete de esos años, Haigh, su mujer y sus dos hijos vivieron en el extremo norte de Nueva Zelanda, donde él impartía clases. En los años sesenta regresó a Wellington, ya que había decidido convertirse en actor porque no quería seguir trabajando en la enseñanza. 
Su primer papel en televisión fue el de un oficial en Gone up North for a While, en 1972. En 1976 fue uno de los miembros fundadores del Circa Theatre de Wellington, junto con Ray Henwood, Grant Tilly, Susan Wilson y Jean Betts, entre otros. La idea surgió en una cena en casa de Haigh, en Miramar. Fue el segundo teatro profesional de Wellington, después de Downstage.   
La primera obra que dirigió fue Middle Age Spread, de Roger Hall, en el Circa Theatre en 1977.  
Haigh actuó en más series de televisión, como Landfall: A Film About Ourselves, Moynihan y Close to Home.  
Su último papel fue en la película neozelandesa de 1992 Ausente sin permiso. Haigh falleció en Wellington el 31 de octubre de 1993. 